# Jerk
«Jerk» — песня американского певца Оливера Три, первоначально выпущенная 17 июля 2020 года в рамках его дебютного студийного альбома Ugly Is Beautiful (2020). После выхода песня в значительной степени привлекла внимание музыкальных критиков, рецензировавших альбом. Автор Pitchfork Кэт Чжан отметила её «стонущие нотки» и провела сравнение с Билли Джо Армстронгом, а Бен Джолли из NME описал песню как «ожидаемый гимн против издевательств». Оливер Три поёт о своем опыте быть изгоем и в конце концов понимает, что его ненависть к придуркам — «обоюдоострый меч».
В 2022 году большую популярность приобрёл ремикс под названием «Miss You» Оливера Три и Робина Шульца.

## Ремикс Southstar
Немецкий диджей и продюсер Southstar выпустил ремикс на песню 9 мая 2022 года под названием «Miss You». Позже, 30 июля 2022 года, он был переиздан в качестве сингла на лейбле B1. Ускоренная версия песни была выпущена 12 октября 2022 года. Дебютировав на 88 месте в Германии, она вошла в топ-10 в октябре, а также в топ-40 в Австрии, Ирландии, Литве и Швейцарии.

### Чарты (Southstar)
| Чарт (2022)                                | Высшая позиция |
| ------------------------------------------ | -------------- |
| Австралия (ARIA)                           | 61             |
| Австрия (Ö3 Austria Top 40)                | 6              |
| Швейцария (Schweizer Hitparade)            | 11             |
| Великобритания (OCC UK Singles)            | 23             |
| Великобритания (OCC UK Dance)              | 8              |
| США Hot Dance/Electronic Songs (Billboard) | 11             |

### Сертификации
| Регион                                                                      | Сертификация | Продажи |
| --------------------------------------------------------------------------- | ------------ | ------- |
| Австрия (IFPI Austria)                                                      | Золотой      | 15 000  |
| Швейцария (IFPI Switzerland)                                                | Золотой      | 10 000  |
| Данные о продажах + прослушиваниях приведены только на основе сертификации. |              |         |

## Ремикс Робина Шульца
5 августа 2022 вышел новый ремикс «Miss You» в исполнении американского певца Оливера Три и немецкого диджея Робина Шульца. Этот релиз мгновенно вызвал споры после того, как Шульца обвинили в выпуске почти идентичной песни с небольшими изменениями. В ответ на этот вопрос оригинальный ремикс от Southstar достиг коммерческого успеха в Германии, в то время как версия Шульца изначально не произвела впечатления. Несколько артистов, включая Bausa, Prinz Pi и Yung Hurn, выступили против Шульца, призывая поклонников слушать оригинал Southstar. В ответ на обратную реакцию менеджер Шульца Стефан Дабрук выступил с заявлением о том, что путаница вокруг «Miss You» была «намеренной» и что Шульц надеялся на ремикс с Southstar до релиза.

### Чарты (Miss You)
| Чарт (2022–2023)                           | Высшая позиция |
| ------------------------------------------ | -------------- |
| Австралия (ARIA)                           | 4              |
| Австрия (Ö3 Austria Top 40)                | 11             |
| Бельгия/Фландрия (Ultratop 50)             | 14             |
| Бельгия/Валлония (Ultratop 50)             | 22             |
| Канада (Billboard Canadian Hot 100)        | 28             |
| Чехия (Singles Digitál Top 100)            | 5              |
| Финляндия (Suomen virallinen lista)        | 4              |
| Мир (Billboard Global 200)                 | 19             |
| Венгрия (Stream Top 40)                    | 18             |
| Нидерланды (Dutch Top 40)                  | 5              |
| Нидерланды (Single Top 100)                | 1              |
| Швейцария (Schweizer Hitparade)            | 9              |
| Великобритания (OCC UK Singles)            | 3              |
| Великобритания (OCC UK Dance)              | 1              |
| США (Billboard Hot 100)                    | 84             |
| США (Billboard Hot Dance/Electronic Songs) | 4              |